# Zwinglibond
De Zwinglibond, soms Zwingli-bond genoemd, vormde vanaf 1948 de meest vrijzinnige stroming binnen de Nederlandse Hervormde Kerk.
De bond werd op 28 september 1948 te Amersfoort opgericht als vereniging binnen de Hervormde Kerk op initiatief van de Odoornse hervormde predikant Harm van Lunzen (1897-1969).  De oprichters vonden de sinds 1913 bestaande Vereniging van Vrijzinnig Hervormden niet strijdbaar genoeg.
De vereniging is genoemd naar de Zwitserse kerkhervormer Huldrych Zwingli en karakteriseert zich als "principieel vrijzinnig" en unitarisch.
Verwant aan de bond is het in 1945 opgerichte blad "Zwingli".
Van Lunzen was voorzitter van 1948 tot 1960.
De Zwinglibond werd beschouwd als een van de modaliteiten binnen de Hervormde Kerk.
In 2004 ging de Nederlandse Hervormde Kerk op in de Protestantse Kerk in Nederland.  De Zwinglibond was hier niet blij mee, omdat ze meende dat er in de nieuwe organisatie minder ruimte zou zijn voor vrijzinnigheid. Er wordt nu vooral samengewerkt met vrijzinnige organisaties buiten de PKN, zoals de Vrijzinnige Geloofsgemeenschap NPB.
De Zwinglibond onderhoudt sinds 1986 aan de Rijksuniversiteit Groningen een bijzondere leerstoel voor de Geschiedenis en beginselen van het unitarisme. Deze leerstoel werd sinds 2009 bekleed door Mirjam de Baar.
De Zwinglibond ging in 2011 op in Vrijzinnigen Nederland.

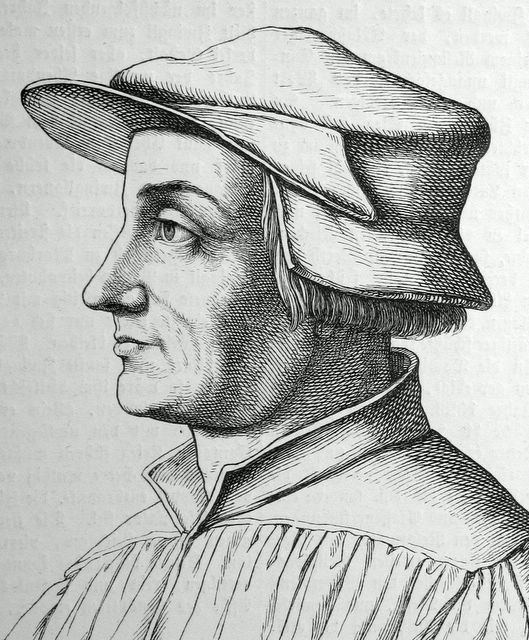
Zwingli
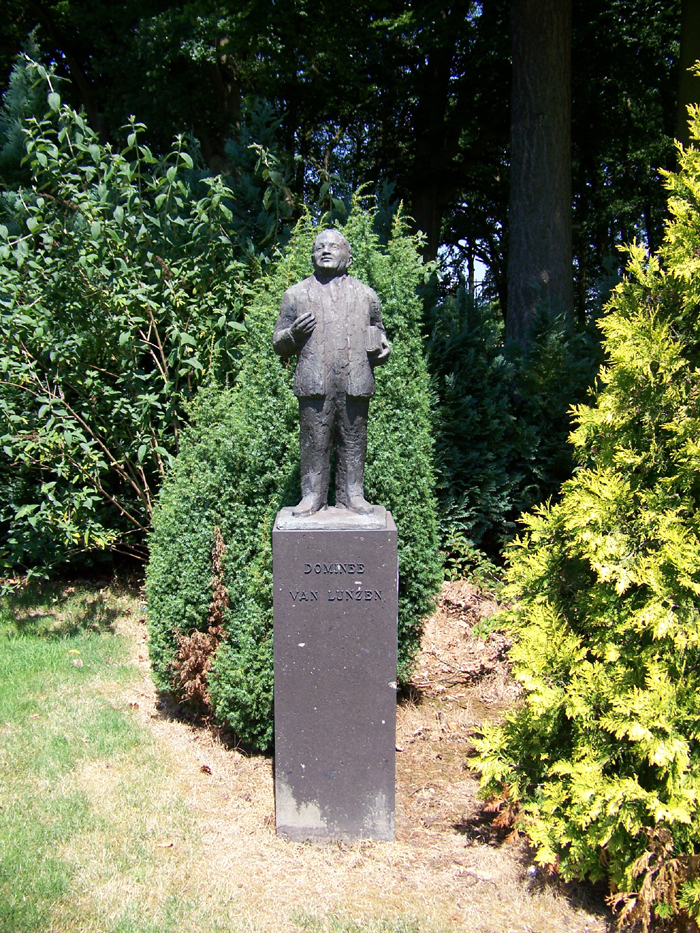
ds H. van Lunzen, standbeeld in Odoorn

1. ↑  Nederland, Vrijzinnigen, Principieel, de heilige strijd van de Zwingli-bond. Vrijzinnigen Nederland (4 oktober 2018). Geraadpleegd op 24 januari 2025.